# Valerian von Möller

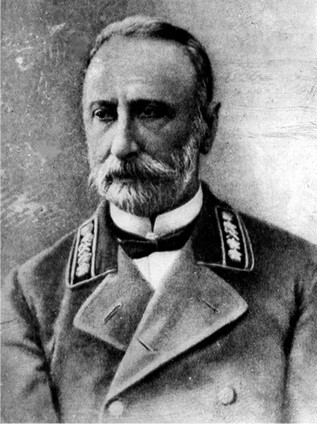
Valerian von Möller

Valerian von Möller, auch Valerian Ivanovich Meller russisch: Валериан Иванович Меллер, (* 26. Novemberjul. / 8. Dezember 1840greg. in St. Petersburg; † 4. Junijul. / 17. Juni 1910greg. ebenda) war ein deutsch-russischer Geologe und Paläontologe.

## Leben
Valerian von Möller studierte ab 1860 am Bergingenieur-Institut in Sankt Petersburg und wirkte später ab 1867 als Adjunkt für Paläontologie am 1866 neu gegründeten Bergbauinstitut. Im Jahr 1873 wurde er Professor am Kaiserlichen Berginstitut zu Sankt Petersburg (Bergakademie), 1885 Chef des Bergwesens von Kaukasien und 1893 Direktor des Berginstitutes.
Als Paläontologe bearbeitete er unter anderem Trilobiten und ist Erstbeschreiber der fossilen Foraminiferen Cribrospira panderi Möller, 1878 und Fusulinella bocki Möller, 1878.
Er war Mitglied des Naturhistorischen Vereins der preussischen Rheinlande und Westphalens und trat 1869 als korrespondierendes Mitglied in die Naturwissenschaftliche Gesellschaft ISIS Dresden ein.
Valerian von Möller wurde am 1. Dezember 1879 unter der Matrikel-Nr. 2227 in der Sektion Mineralogie und Geologie als Mitglied in die Kaiserliche Leopoldino-Carolinische Deutsche Akademie der Naturforscher aufgenommen. Im Jahr 1882 wurde er Wirklicher Staatsrat und im Dezember 1883 als korrespondierendes Mitglied in die Russische Akademie der Wissenschaften gewählt.

## Schriften (Auswahl)
- Ueber die Trilobiten der Steinkohlenformation des Ural, nebst einer Uebersicht und einigen Ergänzungen der bisherigen Beobachtungen über Kohlen-Trilobiten im Allgemeinen. In: Bulletin de la Societe Imperiale des Naturalistes de Moscou, 40, 1, 1867, S. 120–200 (Digitalisat)
- Über Fusulinen und āhnliche Foraminiferenformen des russischen Kohlenkalks. In: Neues Jahrbuch für Mineralogie, Geologie und Palaeontologie, Jahrgang 1877, Stuttgart 1877, S. 139–146 (Digitalisat)
- Die spiral-gewundenen Foraminiferen des russischen Kohlenkalks. Mémoires de l'Académie impériale des sciences de St.-Pétersbourg, 7e série, XXV, 9, St. Petersburg 1878 (Digitalisat)
- Die Foraminiferen des russischen Kohlenkalks. Mémoires de l'Académie impériale des sciences de St.-Pétersbourg, 7e série, XXVII, 5, St. Petersburg 1879 (Digitalisat)